# Max Becker
Pour les articles homonymes, voir Becker.
Max Becker, né le 4 juin 1978 à Luxembourg, est un coureur cycliste luxembourgeois, ancien professionnel.

## Palmarès sur route
- 1990
  -  Champion du Luxembourg sur route cadets
- 1991
  -  Champion du Luxembourg sur route cadets
- 1993
  - 3e du championnat du Luxembourg sur route débutants
- 1994
  -  Champion du Luxembourg sur route débutants
- 1996
  - 3e du championnat du Luxembourg sur route juniors
  - 9e du championnat du monde sur route juniors
- 1999
  -  Médaillé d'or de la course par équipes des Jeux des petits États d'Europe
  - 2e du Grand Prix de la ville de Geel
  - 3e du championnat du Luxembourg sur route
- 2002
  - 3e du Circuit du Pays de Waes

## Palmarès en cyclo-cross
- 1995-1996
  -  Champion du Luxembourg de cyclo-cross juniors
- 1996-1997
  - 3e du championnat du Luxembourg de cyclo-cross
- 1999
  - 3e du championnat du monde militaire en équipe à Zolder (Belgique)

## Palmarès en Mountainbike
- 2007
  - Winner classement équipe 13th Crocodile Trophy en (Australie)